# Маляревич Віктор Григорович
Маляревич Віктор Григорович — радянський і український кіноактор.

## Біографічні відомості
Народився 25 вересня 1946 р. у с. Гуляй Поле Запорізької області в родині службовця.
Закінчив акторський факультет Київського державного інституту театрального мистецтва ім. І.Карпенка-Карого (1969).
З 1969 р. — актор Київської кіностудії ім. О. П. Довженка.
Дебютував у кіно в фільмі «Совість» (1968).
Член Національної спілки кінематографістів України.

## Фільмографія
Знявся у стрічках:
- «Комісари» (1969)
- «Поштовий роман» (1969, денщик)
- «Родина Коцюбинських» (1970, Антонов-Овсієнко)
- «Іду до тебе...» (1971)
- «Нічний мотоцикліст» (1972)
- «Тут нам жити» (1972)
- «Віра, Надія, Любов» (1972)
- «Як гартувалася сталь» (1973—1975)
- «Повість про жінку» (Борис)
- «Стара фортеця»
- «Коли людина посміхнулась» (бортмеханік)
- «Щовечора після роботи» (1973)
- «Прямую своїм курсом» (морський піхотинець)
- «Марина» (Григор'єв)
- «Юркові світанки»
- «Анна і Командор» (1974)
- «Дума про Ковпака» (1975)
- «Я — Водолаз 2» (1975)
- «Хвилі Чорного моря» (1975, с. 7—8, «Катакомби»)
- «Не віддавай королеву» (1975)
- «Ви Петька не бачили?» (1975)
- «Ати-бати, йшли солдати...» (1976)
- «Де ти був, Одіссею?»
- «Алтунін приймає рішення» (1978)
- «Артем» (1978)
- «Мужність» (1980, Генка)
- «Два дні на початку грудня»
- «Золоті черевички» (1981)
- «Ярослав Мудрий» (1981)
- «Зоряне відрядження» (1982)
- «Весна надії» (1983)
- «Раптовий викид» (1983)
- «Три гільзи від англійського карабіна» (1983)
- «Легенда про княгиню Ольгу» (1983)
- «Любочка» (1984)
- «Сніг у липні» (1984)
- «Твоє мирне небо» (1984)
- «Легенда про безсмертя» (1985)
- «Побачення на Чумацькому шляху» (1985)
- «Кожен мисливець бажає знати...» (1985)
- «І ніхто на світі…» (1985)
- «Ігор Савович» (1986)
- «Топінамбури» (1987)
- «Поза межами болю» (1989)
- «Меланхолійний вальс» (1990)
- «Подарунок на іменини» (1991)
- «Чотири листи фанери» (1992, директор) та ін.